# Embarras (rivière de l'Alberta)
Pour l’article homonyme, voir Embarras (rivière de l'Illinois).
La rivière Embarras est un cours d'eau qui coule dans la province de l'Alberta.
Elle prend sa source dans les Montagnes Rocheuses et dévale les pentes montagneuses jusqu'à sa confluence avec la rivière McLeod.
Cette rivière était obstruée par des obstacles divers tels que des arbres morts. Son nom lui fut donné ainsi par les explorateurs français et coureurs des bois canadiens-français quand ils arpentaient cette région septentrionale à l'époque de la Nouvelle-France.